# Óscar Walter García Barreto
Óscar Walter García Barreto (ur. 8 sierpnia 1969 w Tala) – chilijski duchowny katolicki, biskup pomocniczy Concepción od 2022.

## Życiorys

### Prezbiterat
Święcenia kapłańskie otrzymał 14 sierpnia 1999 w zgromadzeniu Ubogich Sług Bożej Opatrzności. Pracował w seminarium zgromadzenia jako m.in. wychowawca i kierownik liturgiczny. W 2014 opuścił zgromadzenie i uzyskał inkardynację do archidiecezji Concepción, gdzie pracował jako duszpasterz parafialny. W 2022 został też wikariuszem biskupim dla rejonu Arauco.

### Episkopat
23 lutego 2022 papież Franciszek mianował go biskupem pomocniczym archidiecezji Concepción, ze stolicą tytularną Horta. Sakry udzielił mu 30 kwietnia 2022 arcybiskup Fernando Chomalí Garib.